# Malpertuis (Film)
Malpertuis ist eine belgische Romanverfilmung von Harry Kümel aus dem Jahr 1971. Die Romanvorlage stammt von Jean Ray. Der Titel bezieht sich auf Malepartus, den Fuchsbau in der Fabel Reineke Fuchs.

## Handlung
Der junge Matrose Jan kehrt an Land zurück. Auf der Suche nach dem Zuhause seiner Kindheit wird er nach einer Kneipenschlägerei entführt. Er erwacht in einem isoliert inmitten eines undurchdringlich verwilderten Parks stehenden alten Herrenhaus namens „Malpertuis“, seinem Elternhaus. Sein bettlägeriger Onkel Cassavius liegt im Sterben und ruft die ganze Familie und Angehörige zusammen, um ihnen seine letzten Wünsche mitzuteilen. Darunter befinden sich verschiedene seiner Verwandten, darunter seine Schwester Nancy, sowie ein ihm fremder Taxidermist und ein ansässiger Verrückter namens Lampernisse. Er will das Anwesen auf seine Erben aufteilen, jedoch unter der Bedingung, dass sie sich verpflichten, das Anwesen nicht zu verlassen. Jan weist er an, seine Geschäfte nach seinem Tod für ihn fortzuführen.
Nach dem Tod des Onkels entpuppt sich das Herrenhaus als ein Labyrinth aus Fluren, Treppenhäusern und Geheimräumen seiner Familie. Darin gefangen verstrickt Jan sich immer mehr in mysteriösen Geschehnissen, die auch in der griechischen Mythologie ihren Ursprung haben. Mathias Crook wird ermordet und an die Wand genagelt, es erscheinen böse Kobolde und Stück für Stück gerät die Situation im Haus außer Kontrolle. Jeder, der zu fliehen versucht, wird auf schreckliche Weise ermordet.
Die Verschwörung bleibt bis zum Schluss undurchsichtig, als Jan bei dem Versuch, das Geheimnis zu entschlüsseln, in einen traumhaften Wahnzustand abdriftet. Malpertuis dient als geheimes Asyl der letzten griechischen Götter, die von einer Art schwarzer Magie dazu verdammt sind, unter menschlichen Bedingungen zu leben und die Ängste der Sterblichen zu teilen, während sie sich nur vage an ihr früheres Selbst als Götter erinnern können.

## Kritik
„Harry Kümel schafft es hervorragend, phantastische Zwischenwelten auf die Leinwand zu zaubern. Er kommt fast ganz ohne Schockeffekte aus, braucht weder nervige Musik noch Gruseleffekte, um die Spannung zu steigern.“

- Das Lexikon des internationalen Films beschreibt den Film als „Eine stilistisch sehr geschlossene phantastische Reise in die Welt der Träume.“[2]

## Auszeichnungen
- Nominierung für die Goldene Palme bei den Internationalen Filmfestspielen von Cannes 1972
- CEC Medal beim Sitges Festival Internacional de Cinema de Catalunya 1973